# Cantone di Gueugnon
Il Cantone di Gueugnon è una divisione amministrativa dell'arrondissement di Charolles e dell'arrondissement di Autun.
A seguito della riforma approvata con decreto del 18 febbraio 2014, che ha avuto attuazione dopo le elezioni dipartimentali del 2015, è passato da 9 a 20 comuni.

## Composizione
I 9 comuni facenti parte prima della riforma del 2014 erano:
- La Chapelle-au-Mans
- Chassy
- Clessy
- Curdin
- Gueugnon
- Neuvy-Grandchamp
- Rigny-sur-Arroux
- Uxeau
- Vendenesse-sur-Arroux

Dal 2015 i comuni appartenenti al cantone sono i seguenti 20:
- La Chapelle-au-Mans
- Chassy
- Clessy
- Cressy-sur-Somme
- Curdin
- Cuzy
- Dompierre-sous-Sanvignes
- Grury
- Gueugnon
- Issy-l'Évêque
- Marly-sous-Issy
- Marly-sur-Arroux
- Montmort
- Neuvy-Grandchamp
- Rigny-sur-Arroux
- Saint-Romain-sous-Versigny
- Sainte-Radegonde
- Toulon-sur-Arroux
- Uxeau
- Vendenesse-sur-Arroux